# First National Bank of Montgomery vs Jerome Daly
First National Bank of Montgomery contro Jerome Daly, 9 dicembre 1968 (Corte di giustizia, Credit River Township, Scott County, Minnesota), famoso anche come il processo Credit River, è stato un processo tenutosi davanti alla Giudice di Pace del Minnesota nel 1968. La sentenza è ancora citata qualche volta dai detrattori del sistema bancario degli Stati Uniti d'America.

## Il processo
L'avvocato Jerome Daly era il difensore in una causa civile a Credit River Township, nella contea di Scott, in Minnesota tenutasi il 9 dicembre 1968. Il querelante era la First National Bank di Montgomery, che aveva precluso l'accesso di Daly alla sua proprietà per mancato pagamento del prestito che gli era stato concesso, cercando inoltre di sfrattarlo.
Daly basò la sua difesa sostenendo che la banca non gli aveva prestato fisicamente dei soldi, ma aveva semplicemente creato del credito nei suoi libri contabili. Daly sostenne che la banca non gli aveva dato niente di valore non avendo perciò diritto alla riscossione della sua proprietà messa a garanzia del prestito stesso. La giuria e il giudice di pace Martin V. Mahoney, furono d'accordo con questo ragionamento. Il verdetto della giuria fu a favore del difendente e la Giustizia di Pace dichiarò che l'ipoteca era da considerarsi nulla e che la banca non aveva diritto al possesso della proprietà.
La Giustizia ammise nella sua disposizione che tale decisione poteva essere in disaccordo con precedenti disposizioni della Costituzione dello stato del Minnesota o col suo statuto, ma asserì che tali disposizioni erano "ripugnanti" alla costituzione degli Stati Uniti d'America e alla carta dei diritti del Minnesota.

## Il risultato
L'effetto immediato della decisione della Corte fu che Daly non era tenuto né al pagamento dell'ipoteca né a lasciare la sua proprietà. Comunque la banca fece appello il giorno seguente e la decisione fu annullata in base al fatto che la Giustizia di Pace non aveva il potere necessario per prendere tale decisione.
Questo processo, sebbene annullato, è stato comunque citato da alcuni gruppi opponenti al sistema della Federal Reserver e, in particolare, alla pratica della Riserva frazionaria. Questi gruppi sostenevano che questo caso dimostrava che il sistema della Federal Reserve era incostituzionale. Siccome la decisione sulla Credit River fu annullata il caso non ha valore come precedente legale. Una decisione della Corte Distrettuale nello Utah nel 2008 menzionò una mezza dozzina di tali citazioni, notando che simili argomenti sono stati "ripetutamente respinti poiché senza fondamento" e che "varie Corti degli Stati Uniti avevano ripetutamente respinto gli sforzi di annullare i prestiti basati su simili ragioni".

## La radiazione e la condanna penale di Jerome Daly
Il difensore, Jerome Daly, fu per molto tempo un evasore di tasse. Egli fu condannato per aver deliberatamente deciso di non presentare la dichiarazione dei redditi per il 1967 e 1968. Rifiutando il suo appello la Corte d'Appello degli Stati Uniti d'America scrisse: "La quarta disputa del difendente involve i suoi apparentemente incessanti attacchi contro la Federal Reserve e il sistema monetario degli Stati Uniti. La sua tesi apparente è che i soli dollari a corso legale sono quelli composti da un misto di oro e argento e che solo tali dollari possono essere costituzionalmente tassati. Questo argomento è chiaramente frivolo".
Daly è stato un avvocato, ma fu poi radiato in seguito ad una decisione della Corte Suprema del Minnesota in un caso simile a quello del Credit River, che involveva lo stesso giudice di pace, e nella cui procedura di radiazione la Corte sostenne che Daly aveva "senza alcuna spiegazione o scusa giustificabile, volutamente e provocatoriamente ignorato un ordine di questa corte che vieta lui e un giudice di pace dal seguito della procedura in un'azione sentenza dichiarativa, allora pendente dinanzi al giudice di pace, che era ovviamente, e per numerose ragioni descritte nella nostra decisione, oltre i limiti della giurisdizione di un giudice di pace."